# MA 2412
MA 2412 est une sitcom autrichienne diffusée sur l'ÖRF de 1998 à 2002.

## Synopsis
MA désigne les services municipaux de la ville de Vienne. Le service MA 2412 est fictif. Sa compétence est la décoration de la ville au moment de Noël, d'où le chiffre 2412. La série est une parodie de la bureaucratie. Elle cite tous les clichés habituels au sujet des bureaux, des fonctionnaires et des usagers, en particulier :
- Les heures de bureau : L'existence du bureau dépend de la présence des fonctionnaires ou des raisons de leurs absences.
- Les longues attentes : Avant d'entrer le bureau, il faut attendre longuement. Un distributeur de tickets est prévu. Cependant, les temps d'attente du MA 2412 sont incomparables, parce que les numéros de départ ne commence pas à 1.
- L'incompétence : Quand, par exemple, M. Weber ne peut pas utiliser un timbre, il envoie le dossier à son supérieur et en face à l'ingénieur Breitfuss, qui attendra la résolution du dossier.
- L'hostilité : les fonctionnaires sont harcelés, insultés ; mais ils sont sans défense, parce qu'ils attendent le dépôt ou le traitement d'un formulaire spécifique.
- L'abus de pouvoir : alors que les fonctionnaires s'apprêtent à apposer un cachet, les usagers proposent des pots-de-vin en l'échange d'un service.

Les personnages principaux sont l'ingénieur Breitfuss et M. Weber. Ils rechignent souvent. M. Weber est un adolescent attardé prolo, macho et arrogant qui accroche aux murs de son bureau, au grand dam de sa hiérarchie, plein de pin-up issus de la revue automobile dont il est fan.
Breitfuss est le directeur officiel du MA 2412. C'est un homme moche, qui porte le toupet, glouton, adorateur de tête-de-nègre de la marque Dickmann et passe son temps à monter des miniatures d'automobiles. Il est maniaque sur l'ordre de son bureau et accuse toujours Weber d'y mettre le bazar.
La blonde Knackal travaille souvent avec eux. Outre ses services au sénateur, la secrétaire passe souvent son temps dans ses appels téléphoniques privés. Chaque épisode de la série commence par un appel à une de ses amies, donnant souvent le thème de chaque épisode.
L'éminence grise du service apparaît être M. Claus. Il ressemble au Père Noël. Il passe son temps à faire des photocopies et connaît les faits et gestes du service. Correct, amical, de bonne humeur et utile, il ne refuse rien, comme laver la voiture de Weber. Il possède en outre des pouvoirs parapsychologiques et intervient comme un deus ex machina dans les problèmes de Weber et Breitfuss. Mais il perd ses pouvoirs s'il est stressé.
Dans les discussions, on entend parfois le nom de M. Löwi. Il s'agit d'une arlésienne.

## Distribution
- Roland Düringer : Ing. Engelbert Breitfuss
- Alfred Dorfer : Michael „Mike“ Weber
- Monica Weinzettl (de) : Silvia Knackal
- Karl Ferdinand Kratzl: M. Claus
- Karl Markovics : M. le sénateur (jusqu'à l'épisode 11)
- Wolfgang Böck : M. le sénateur (à partir de l'épisode 11)
- Karl Künstler : Fredi
- Ottfried Fischer (de) : M. Emmerich
- Bibiana Zeller : Mme Ziegler
- Eva Billisich : Mme Löffler
- Reinhard Nowak : M. Rapoltinger

## Adaptation
La série fait l'objet d'une adaptation au cinéma : MA 2412 – Die Staatsdiener, réalisé par Harald Sicheritz sorti en 2003.

## Source de la traduction
- (de) Cet article est partiellement ou en totalité issu de l’article de Wikipédia en allemand intitulé « MA 2412 » (voir la liste des auteurs).